# DNK (álbum de Aya Nakamura)
DNK (acrônimo para "Danioko") é o quarto álbum de estúdio da cantora franco-maliana Aya Nakamura. Foi lançado em 27 de janeiro de 2023 pela Warner Music França. O álbum apresenta participações especiais de SDM, Tiakola, Myke Towers e Kim.
Foi precedido pelo single "SMS", que alcançou o top 20 na França, na 16º posição e depois por "Baby", que alcançou o top 3 na França, no número 2, na Valônia no número 27 e na Suíça em 32.

## Promoção
Nakamura anunciou seu álbum por meio de uma transmissão ao vivo no YouTube em 6 de janeiro de 2023, junto com novos produtos, incluindo moletons, camisetas e CDs. Ela também anunciou a pré-venda para seu show na Accor Arena em 26 de maio de 2023, que se esgotou quase imediatamente.

### Singles
"SMS" serve como o single principal do álbum, o single foi lançado antes do álbum ser lançado em 1 de dezembro de 2022. Ele alcançou o top 20 na França, no número 16. É certificado como single de ouro na França.
O segundo single do álbum "Baby" foi lançado em 12 de janeiro de 2023 e ficou entre as 3 primeiras primeiras posições na França, 27º na Valônia e 32º na Suíça. É certificado como single de platina na França.
O terceiro single do álbum é "Daddy", com a participação do rapper francês SDM, acompanhado de seu clipe, lançado em 3 de maio de 2023. Ficou entre os 10 primeiros na França após seu lançamento, na 6ª posição.

### Turnê
A turnê começou em 21 de maio de 2023 em Bordeaux, na França e passou pela Europa, África e América Central.

## Recepção crítica
O critico Philippe Renaud do jornal Le Devoir descreve inicialmente o álbum como: "fluido, maduro, assertivo e respeitador da música popular de África" e finaliza dizendo "parece o álbum de uma artista que agora não tem nada a provar".

## Lista de faixas
| DNK — Edição padrão |                                 |                                    |                                    |         |  |
| N.º                 | Título                          | Compositor(es)                     | Produtor(es)                       | Duração |  |
| 1.                  | "Corazon"                       | Aya Danioko                        | Seysey                             | 2:45    |  |
| 2.                  | "Baby"                          | Danioko Max et Seny Shiruken Music | Danioko Max et Seny Shiruken Music | 2:42    |  |
| 3.                  | "Daddy" (part. SDM)             | Danioko Beni Mosabu                | Drama State                        | 3:17    |  |
| 4.                  | "SMS"                           | Danioko Hardlevel Shiruken Music   | Hardlevel Shiruken Music           | 2:33    |  |
| 5.                  | "Tous les jours"                | Danioko                            | Hardlevel Shiruken Music           | 2:50    |  |
| 6.                  | "T'as peur (part. Myke Towers)" | Danioko Michael Torres             | Max et Seny                        | 3:35    |  |
| 7.                  | "Beleck"                        | Danioko                            | Hardlevel Shiruken Music           | 2:19    |  |
| 8.                  | "Cadeau" (part. Tiakola)        | Danioko William Mundala            | Hardlevel Shiruken Music           | 2:31    |  |
| 9.                  | "J'ai mal"                      | Danioko                            | Max et Seny                        | 2:33    |  |
| 10.                 | "Coller"                        | Danioko                            | Seysey                             | 2:51    |  |
| 11.                 | "Le goût"                       | Danioko                            | Seysey                             | 2:47    |  |
| 12.                 | "Chacun" (part. Kim)            | Danioko Kim Almarcha               | Max et Seny                        | 3:05    |  |
| 13.                 | "Haut niveau"                   | Danioko                            | Starow                             | 3:02    |  |
| 14.                 | "Bloqué"                        | Danioko                            | Boumidjal HoloMobb Yeuss K         | 2:34    |  |
| 15.                 | "Fin"                           | Danioko                            | Hardlevel Shiruken Music           | 2:24    |  |
| Duração total:      | Duração total:                  | Duração total:                     | Duração total:                     | 41:48   |  |

| DNK — Reedição |                |                                           |                                  |         |  |
| N.º            | Título         | Compositor(es)                            | Produtor(es)                     | Duração |  |
| 1.             | "Come back"    | Zandry Danioko Boudnikoff Djadoo Zimgotit | Aloïs Zandry Vladimir Boudnikoff | 2:54    |  |
| 2.             | "Bisous"       | Danioko Silly raiito Timo                 | Timo                             | 2:43    |  |
| 3.             | "Chérie"       | Danioko                                   | Kimo Silly raiito                | 3:08    |  |
| Duração total: | Duração total: | Duração total:                            | Duração total:                   | 50:00   |  |

## Desempenho nas tabelas musicais

### Desempenho semanal
| Tabela Musical (2023)       | Melhor posição |
| --------------------------- | -------------- |
| Bélgica (Flandre Ultratop)  | 65             |
| Bélgica (Wallonie Ultratop) | 2              |
| França (SNEP)               | 1              |
| Suíça (Schweizer Hitparade) | 6              |

## Certificações
| Região                                                        | Certificação | Vendas   |
| ------------------------------------------------------------- | ------------ | -------- |
| França (SNEP)                                                 | Platina      | 100.000‡ |
| ‡vendas+valores de streaming baseados somente na certificação |              |          |